# Estádio de Ebebiyín
O Estádio de Ebebiyín, formalmente conhecido como Estádio Manuel Enguru, é um estádio de futebol localizado na cidade de Ebebiyín, na Guiné Equatorial. Oficialmente inaugurado em 2014, foi uma das sedes oficiais do Campeonato Africano das Nações de 2015 realizado no país, tendo abrigado jogos da fase de grupos da competição. Esporadicamente, a Seleção Guinéu-Equatoriana de Futebol manda jogos amistosos e oficiais no estádio. Sua capacidade máxima é de 8 000 espectadores.